# Méthode de validation
La méthode de validation ou thérapie par l'empathie a été développée par Naomi Feil pour les personnes âgées souffrant de troubles cognitifs et de démence . L'approche de Feil classe les personnes atteintes de troubles cognitifs selon l'un des quatre stades d'un continuum de démence. Ces étapes sont:
- Une mauvaise orientation
- Une confusion temporelle
- Un mouvement répétitif
- Un état végétatif.

Le principe de base de la thérapie est le concept de validation ou de communication réciproque du respect qui communique que les opinions de l'autre sont reconnues[pas clair], respectées, entendues et (indépendamment du fait que l'auditeur soit d'accord ou non avec le contenu), elles sont traitées avec un véritable respect comme expression légitime de leurs sentiments, plutôt que marginalisés ou rejetés.
La méthode de validation utilise différentes techniques spécifiques et elle a suscité des critiques de la part des chercheurs qui contestent les preuves de certaines croyances et valeurs de la thérapie de validation, ainsi que la pertinence des techniques; car il n'y a pas suffisamment de preuves de qualité prouvant l' efficacité d'une telle méthode pour les personnes atteintes de démence.